# George Herriman
George Joseph Herriman var en amerikansk serietecknare, född 22 aug 1880 i New Orleans, död 25 april 1944 i Los Angeles. 
Herriman är känd som skaparen av Krazy Kat, en av de tecknade seriernas mest hyllade mästerverk, som gradvis började utvecklas ur en annan serie under perioden 1910-1914 och som fortsatte till skaparens död. Serien var endast under en kortare tid en kommersiell succé, men tack vare att tidningsmagnaten W.R. Hearst var en stor beundrare, kunde Herriman fortsätta med serien under 30- och 40-talen trots att mycket få tidningar publicerade den. 

## Biografi

### Unga år
Herriman publicerade sin första teckning, en liten illustration, i en tidning i Los Angeles 1897 dit familjen flyttat tidigt. Han flyttade själv år 1900 till New York och arbetade som tecknare på ett antal tidskrifter och tidningar. År 1901 fick han sin första egna regelbundna skämtteckningssida, i Joseph Pulitzers tidningar. Han försörjde sig även på att måla reklamskyltar, bland annat för åkattraktionerna på Coney Island. Herriman betraktade den växande seriemarknaden och gjorde egna försök att skapa egna serier. Många av dem var ytterst kortvariga. Bara under 1902 skapade han serierna Musical Mose, Professor Otto and His Auto, och Acrobatic Archie. 1903 kom Two Jolly Jackies, som trycktes i nästan ett år innan den lades ned. 
I juni 1903 fick han fast jobb på tidningen New York World. Den första serie Herriman skapade som fick lite genomslag var Major Ozone’s Fresh Air Crusade som började 1904. Det var en originell skapelse om en originell huvudperson och med Herrimans senare välkända verbala experiment och komiskt-komplicerat språk. Från januari 1904 arbetade Herriman på New York-tidningen Daily News, och gjorde utöver serier även sport- och politiska illustrationer. Han blev mer och mer känd, och redan i april samma år köptes han över av Hearst-tidningen New York American. 
1905 flyttade han åter till Kalifornien, och arbetade under perioder på olika tidningar i Los Angeles. Hans serieskapelser från den här tiden bar titlar som Baron Mooch, Mary’s Home from College, och Gooseberry Sprigg. Den senare figuren dök senare ibland upp även i Krazy Kat. Sprigg var en liten, cigarrökande fågel med fluga, väst och hög hatt. Major Ozone och framför allt Gooseberry Sprigg var de serier som skilde ut sig från mängden i Herrimans arbete under 00-talet, och framför allt den senare var i mycket en föregångare till det som skulle komma i Krazy Kat. Herriman började nu utveckla djurserier, som han uppenbarligen fann effektiva och passande för den humor och teckningsstil han hade. Daniel and Pansy och Alexander the Cat var två andra.

### Krazy Kat kommer till
År 1910 lockades han tillbaka till New York, till tidningen Evening Journal. Nu började den verkliga utvecklingen som skulle leda fram till Krazy Kat. Bara några dagar efter ankomsten startade The Dingbat Family, som inleddes relativt traditionellt, men som snabbt utvecklades till en bisarr serie, som efter några månader bytte namn till The Family Upstairs. Familjen Dingbat hade en katt, och i juli 1910 fick den katten en tegelsten kastad i huvudet. Den skyldige var en liten mus. Detta blev början till Krazy Kat, och musen utvecklades till Krazys älskade antagonist Ignatz Mouse. Till att börja med var Krazy Kat en liten minimal extraserie som löpte parallellt under bilderna i huvudserien om Dingbats, men den blev snart en egen daglig serie. 1916 fick Herriman en söndagsseriesida för Krazy Kat, och kort därefter blev W.R. Hearst så förtjust över Krazy Kat att han beordrade att tecknaren skulle få lönehöjning, något Herriman från början vägrade ta emot.
Även om Herriman fortsatte att skapa en del nya serier under åren som följde, och även illustrerade en känd amerikansk barnbok, så var hans huvudsakliga skapande fram till hans död fokuserat på Krazy Kat.

## Stil och influenser
Herrimans kärlek till den sydvästamerikanska öknen i Arizona var en kraftfull influens för serien. Krazy Kat utspelar sig i Coconino County, vilket är en verklig region i Arizona som bland annat innefattar Monument Valley och delar av Grand Canyon, men som i Herrimans version är ett absurt landskap utan andra direkta kopplingar till verklighetens Coconino utöver bergsformationerna, kaktusarna och det öde landskapet.
Serie- och litteraturforskare har ansträngt sig för att hitta Herrimans litterära influenser, och försökt förstå vad som drev fram en så ytterst originell och särpräglad skapelse som serien Krazy Kat. Efter Herrimans död skingrades allt material från hans studio utom vissa serieoriginal, så forskarna har inget arkiv eller kvarlämnat bibliotek att gå till. 
Herriman var uppenbarligen influerad dels av litterära klassiker som Don Quijote och Charles Dickens romaner, men också av verbal berättartradition. Språkligt innehöll alla Herrimans senare verk en egen version av slang, med influenser från yiddisch, franska, kreolernas språk från Louisiana, uppblandat med helt egna vitsar och medvetna felskrivningar.

## Herrimans etnicitet
Mycket av diskussionen om den under 1970-, 80- och 90-talen av seriefans allt mer kanoniserade Herriman har handlat om att hans etnicitet skulle förklara gåtan Herriman. På 1970-talet upptäckte en forskare att i Herrimans födelseattest från Louisiana står han beskriven som ”colored” (färgad). Hans föräldrar beskrevs i en folkräkning tidigare som ”mulatter”. 
Under Herrimans tid i New York talade han aldrig om sin härkomst, men hans utseende fick kollegor att kalla honom ”greken”. Det väckte också mycket kommentarer att han alltid bar hatt, även inomhus, över sitt ytterst kortklippta hår. Allt detta kan verka som trivialt skvaller, men man skall komma ihåg vilken tid detta var. Svarta (eller ”färgade”) i USA hade ingen eller ytterst undertryckt position i samhället vid denna tid, rasismen var utbredd och för en tidningsman i ett kollektiv av vita var Herrimans tillbakadragenhet och tystlåtenhet om sin bakgrund, hans snaggade hår och hatt (”för att dölja krullet” lär han ha sagt i ett obevakat ögonblick), uppenbarligen ett sätt att bibehålla sin uppnådda position i samhället.
Bland Herrimanforskarna förefaller det numera vara enighet om att Herriman var av kreolsk härkomst. Kreolerna var en distinkt grupp av relativt socialt välsituerade i New Orleans-trakten, inte speciellt mörkhyade, med inslag från Västindien och Frankrike. New-Orleans-kreolskan är en egen språklig gren, med nära rötter till franskan. Att denna variant av kreolskan kraftigt influerat språket i Krazy Kat är uppenbart, men Herrimanforskarna har inte nått enighet om frågan om Herrimans etnicitet i övrigt, och hans strävan att hemlighålla den, verkligen påverkade hans produktion och Krazy Kat – även om teorierna är många.

## På svenska
- Krazy Kat (översättning: Johan Andreasson) (Alvglans, 1996)
- Krazy Kat: en nåbel woffla (översättning: Johan Frick) (Bakhåll, 1997)